# Willamette Valley
La Willamette Valley è una valle lunga 150 miglia (240 km) in Oregon, nella regione nord-occidentale del Pacifico degli Stati Uniti. Il fiume Willamette scorre per tutta la lunghezza della valle ed è circondata da montagne su tre lati: la Catena delle Cascate a est, la Catena Costiera dell'Oregon a ovest e i Monti Calapooya a sud.
La valle è sinonimo del cuore culturale e politico dell'Oregon e ospita circa il 70% della sua popolazione comprese le sei più grandi città dello stato: Portland, Eugene, Salem, Gresham, Hillsboro e Beaverton.
I numerosi corsi d'acqua della valle, in particolare il fiume Willamette, sono fondamentali per l'economia dell'Oregon, poiché depositano continuamente suoli alluvionali altamente fertili attraverso la sua ampia e bassa piana. Area agricola di grande produttività, la valle fu ampiamente pubblicizzata negli anni 1820 come "terra promessa di latte e miele che scorrevano". Per tutto il XIX secolo fu la destinazione preferita dei carri trainati da buoi di emigranti che percorrevano attraverso il pericoloso Oregon Trail.
Oggi la valle è spesso considerata sinonimo di "Oregon Wine Country", poiché contiene oltre 19.000 acri (7.700 ha) di vigneti e oltre 500 aziende vinicole.